# Park Kosynierów w Poznaniu

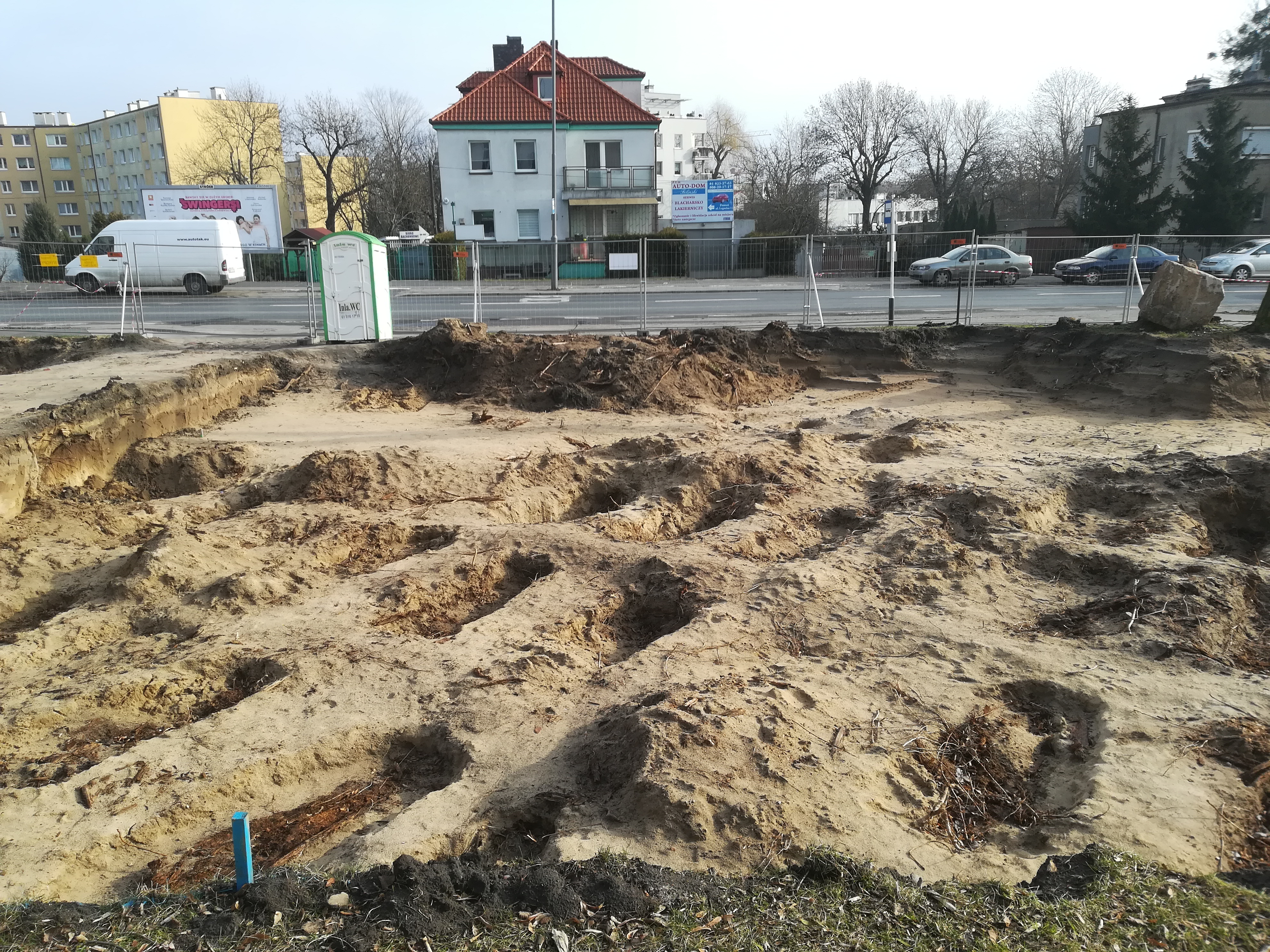
Ekshumacje z dawnego cmentarza ewangelickiego w 2020, przed budową linii tramwajowej na Naramowice

Park Kosynierów – park w Poznaniu na Winogradach (Osiedle Nowe Winogrady Południe), przy granicy z Wilczakiem, leżący na terenie wielorodzinnego Osiedla Pod Lipami.

## Lokalizacja
Teren zlokalizowany jest w trójkącie ulic Słowiańska i Naramowicka. W parku stoi kościół św. Karola Boromeusza.

## Historia i roślinność
Park jest pozostałością po dawnym cmentarzu ewangelickim (parafia św. Krzyża) przy ul. Ugory o powierzchni 3,08 ha (umniejszonego). Nekropolia była jeszcze zaznaczana na planach z 1918 i 1950. Drzewa, głównie liściaste, mają nie więcej niż 110 lat (2010). W okresie bezpośrednio po II wojnie światowej cmentarz uległ daleko idącej degradacji – np. runo zostało doszczętnie zjedzone przez wypasane tu kozy. W ten sposób utracono wiele cennych roślin, np. rzadko spotykaną w parkach amorfę krzewiastą (Amorpha fruticosa), zwaną indygowcem, czy inne krzewy o wysokich walorach ozdobnych.